# Shlemon Warduni
Shlemon Warduni (* 24. April 1943 in Batnaya, Irak) ist ein irakischer Geistlicher und emeritierter Weihbischof im Patriarchat von Bagdad. Er war kurzzeitig Apostolischer Administrator und Patriarchalvikar für die Chaldäisch-Katholische Kirche.

## Weihbischof
Er trat 1954 ins Priesterseminar ein und wurde nach dem Studium von Theologie, Pädagogik und Sozialwissenschaften in Bagdad und Rom am 29. Juni 1968 zum Priester geweiht. Am 12. Januar 2001 wurde Warduni zum Kurienbischof ernannt und am 16. Februar 2001 von Raphael I. Bidawid, dem Patriarchen von Babylon der chaldäisch-katholischen Kirche zum Titularbischof von Anbar dei Caldei geweiht. Mitkonsekratoren waren der Erzbischof von Kirkuk, André Sana, und der Bischof von Alquosh, Abdul-Ahad Sana.

## Patriarchalvikar
Als am 7. Juli 2003 Raphael I. Bidawid, Patriarch von Babylon der Chaldäer verstarb, hatte man keinen unmittelbaren Nachfolger wählen können. Da aber in der Nachfolge keine Vakanz auftreten sollte, wurde Bischof Shlemon Warduni zum Patriarchalvikar von Babylon der Chaldäer ernannt. Mit der Wahl von Emmanuel III. Delly zum Patriarchen, am 3. Dezember 2003, endete gleichfalls das Amt eines Apostolischen Administrator von Bagdad.